# Marina Kravchenko
Marina Kravchenko (ukrainisch Марина Кравченко Maryna Krawtschenko; * 19. Mai 1975) ist eine in der Ukraine geborene ehemalige israelische Tischtennisspielerin mit ihrer aktiven Zeit in den 1990er und 2000er Jahren. Sie nahm an 16 Weltmeisterschaften sowie 2004 an den Olympischen Spielen teil.

## Werdegang
Angeleitet zum Tischtennis wurde Marina Kravchenko bereits mit sieben Jahren von ihrem Vater, einem ukrainischen Nationaltrainer. Anfang der 1990er Jahre lernte sie ihren späteren Ehemann, einen israelischen Ringer "Internationaler Klasse", kennen und übersiedelte deshalb 1994 nach Israel. Fortan trat sie international unter der Flagge Israels auf.
Von 1993 bis 2012 nahm sie an 16 Weltmeisterschaften teil, kam dabei aber nie in die Nähe von Medaillenrängen. 2004 qualifizierte sie sich Teilnahme an dem Einzelwettbewerb der Olympischen Spiele. Hier gewann sie gegen Arkhontoula Volakaki (Griechenland) und Otilia Bădescu (Rumänien) und schied danach gegen die Kroatin Tamara Boroš aus.